# Marder (żywa torpeda)
Marder – typ niemieckich żywych torped z okresu II wojny światowej.

## Historia
Ich produkcję rozpoczęto w roku 1944. Były one rozwinięciem konstrukcji torped typu Neger. Główne ulepszenie, w stosunku do poprzedniej wersji, polegało na możliwości zanurzenia się na głębokość 30 metrów. Konstrukcja ta oparta była na połączeniu dwóch torped typu G7e jedna pod drugą, gdzie górną przystosowano do kierowania pojazdem (było miejsce dla pilota), zaś dolna była torpedą bojową. W Mardery szybko wyposażono jednostki niemieckiej Floty K na kanale La Manche i nad Morzem Śródziemnym. Ich wprowadzenie w 1944 było zbyt późne aby zmienić losy wojny, a odsetek pilotów, którzy nie wrócili do swoich baz wynosi 80% (alianci dobrze już sobie wtedy radzili z zatapianiem niemieckich żywych torped). Dodatkowo zawiodła niemiecka strategia wykorzystania żywych torped gdyż wykorzystywane były w atakach grupowych (podobnie do taktyki U-Bootów nazywanej taktyką wilczych stad), podczas gdy była to broń typowo dywersyjna, więc należało raczej organizować wypady pojedynczych Marderów na wybrane cele.

## Zastosowanie bojowe
Torpedy Marder zostały użyte bojowo na dwóch teatrach działań wojennych: kanale La Manche i Morzu Śródziemnym. U brzegów Normandii (okolice Courseulles-sur-Mer) w sierpniu 1944 Mardery brały dwukrotnie udział w kombinowanych wspólnie z motorówkami wybuchowymi Linse atakach na okręty aliantów. Zadaniem Marderów było przerwanie linii Pstrąga, aby motorówki mogły uderzyć w pływające za podwójną linią ochronną większe jednostki wroga. Atak został okupiony ogromnymi stratami, sięgającymi 80%, nie osiągając przy tym żadnych efektów poza uszkodzonym niszczycielem eskortowym HMS „Quorn”. 
Drugim teatrem działań „Marderów” było Morze Śródziemne. Bazę żywych torped założono wówczas w San Remo (364 Flotylla K), bowiem na południu Francji wylądowali alianci (operacja Dragoon). Operacje „Marderów” na tym teatrze wojennym również nie przyniosły żadnych efektów, a straty w niektórych misjach dochodziły do 100%. Główną przyczyną takiego stanu rzeczy było to, że wiele żywych torped wysyłano do boju za dnia, wystawiając ich pilotów na pewną śmierć.